# Benigno Repeki Fitial

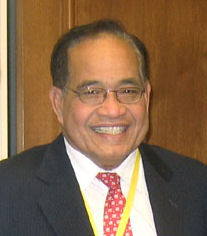
Benigno Fital

Benigno Repeki Fitial (ur. 27 listopada 1945, Saipan), polityk, gubernator Marianów Północnych od 9 stycznia 2006 do 20 lutego 2013. 
Fitial ukończył University of Guam. Jest członkiem Partii Ugodowej (Convenant Party). Wcześniej zajmował urząd spikera Izby Reprezentantów w Zgromadzeniu Terytorialnym Marianów Północnych.
W wyborach z 5 listopada 2005 zajął pierwsze miejsce, zdobywając 28,1% głosów i zastąpił na stanowisku gubernatora Juana Babautę. Jako gubernator musiał zmierzyć się z wieloma problemami, m.in. deficytem budżetowym, słabą kondycją gospodarki i spadkiem liczny japońskich turystów. Część krytyków zarzuca zbytnie skupianie władzy we własnych rękach i centralizację administracji wysp. W dniu 20 lutego 2013 jako pierwszy w historii gubernator zrezygnował z pełnienia urzędu.